# Abraxas pulchraaena
Abraxas pulchraaena är en fjärilsart som beskrevs av Rayner 1920. Abraxas pulchraaena ingår i släktet Abraxas och familjen mätare. Inga underarter finns listade i Catalogue of Life.